# Voorschakelweerstand
Een voorschakelweerstand is een weerstand die gebruikt wordt om de elektrische stroomsterkte in het erna volgende circuit te begrenzen en/of te regelen. Dit gebeurt om de gewenste hoeveelheid stroom door het circuit te laten stromen. 
Een voorbeeld hiervan is de voorschakelweerstand bij een zenerdiode, die een constante (doorlaat)spanning over beide polen moet hebben, bijvoorbeeld 3,5 volt. Als de spanningsbron nu een hogere spanning afgeeft, bijvoorbeeld 5 volt, zorgt de spanningsval over de voorschakelweerstand ervoor dat over de diode de juiste spanning staat, doordat de stroomsterkte door de voorschakelweerstand, krachtens de Wet van Ohm, ervoor zorgt dat deze tot een spanningsval over de weerstand leidt van 5 - 3,5 = 1,5 volt. Zonder voorschakelweerstand zou de diode worden "opgeblazen" door een te hoge stroomsterkte.